# Miombo

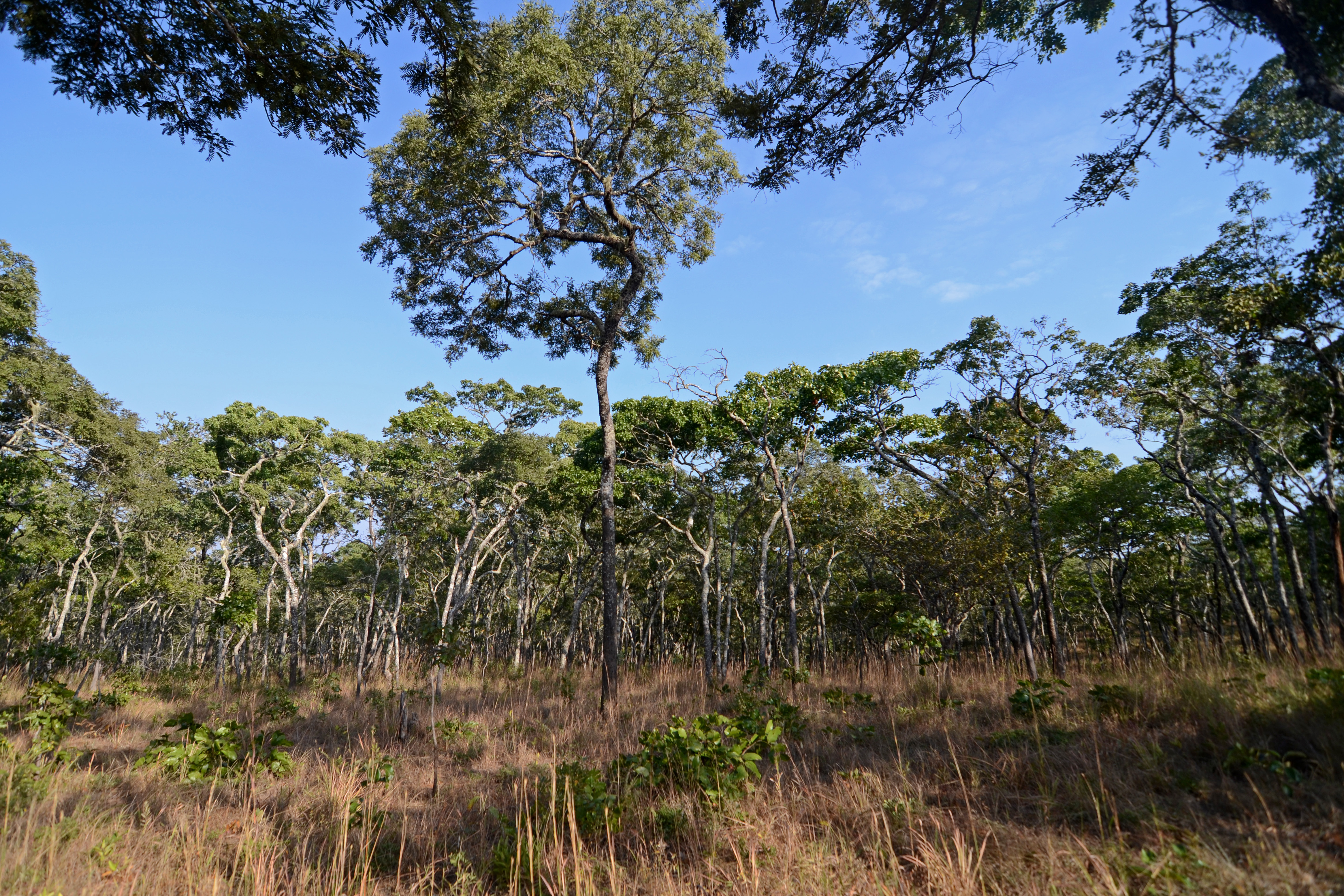
Miombo w Nkhotakota, Malawi

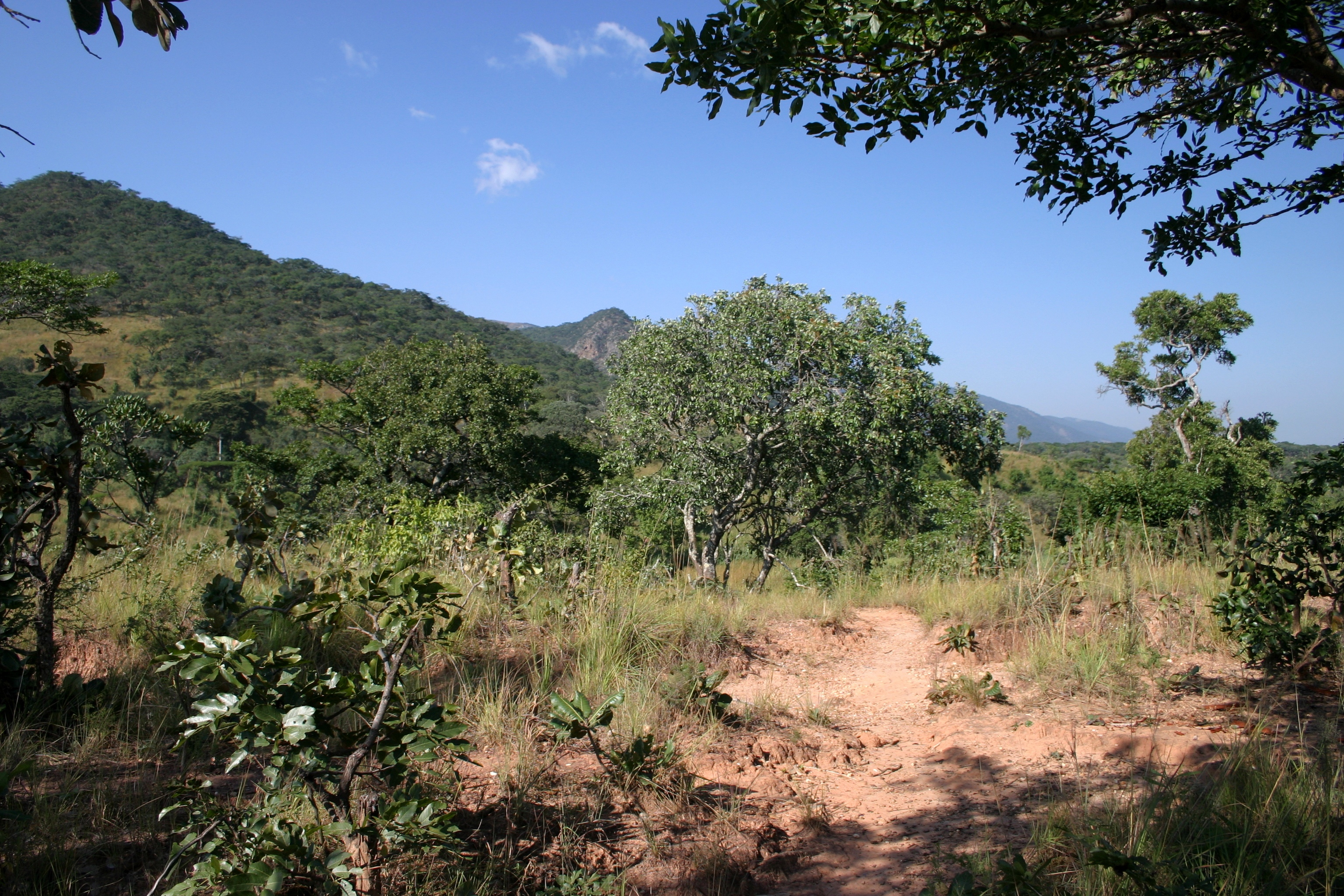
Miombo w Northern Nyika, Malawi

Miombo – formacja roślinna, widny las zrzucający liście w porze suchej charakterystyczny dla strefy podrównikowej w Afryce. Wykształca się w Afryce między 5° a 20° szerokości geograficznej południowej (Angola, Zambia, Zimbabwe, Mozambik, Malawi, zachodnia Tanzania), głównie na obszarach wyżynnych (od 800 do 1800 m n.p.m.). Warunki siedliskowe bywają zróżnicowane, dominują gleby laterytowe, na nizinach formacja wykształca się na piaskach. Opady w skali roku wynoszą od 700 do 1300 mm, ale przez 4–5 miesięcy występuje okres suchy. Z lasami miombo często współwystępują inne formacje typowe dla afrykańskich stref sawannowych. 
Formację tworzą widne lasy, z drzewostanami luźnymi, osiągającymi do 20 m, a często niższymi. Drzewa mają zwykle korony parasolowate, liście skórzaste, ciemnozielone, ale na początku, gdy się rozwijają (jeszcze przed porą deszczową) często są zaróżowione. Lasy mają wówczas specyficzną kolorystykę, zwłaszcza że wiele gatunków drzew wówczas właśnie obficie kwitnie. Główne rodzaje lasotwórcze, tworzące najwyższą warstwę, to: Brachystegia, Julbernardia, Isoberlinia, liczne są tu gatunki brezylkowych, dwuskrzydłowatych, wilczomleczowatych. W niższej warstwie drzew rosną m.in. gatunki z rodzajów: hurma Diospyros, kulczyba Strychnos, Uapaca, Monotes, Faurea, Diplorrhynchus. Warstwę krzewiastą tworzą m.in.: Allophylus, Hexabolus, Hymnocardia, Maprounea. Runo tych lasów rozwija się na początku pory deszczowej, a w porze suchej często ulega spaleniu.

## Klasyfikacja
Ze względu na bardzo małe zwarcie drzew i ciągłą warstwę roślinności runa z panującymi trawami miombo zaliczane jest w klasyfikacjach zwykle do grupy tropikalnych formacji trawiasto-zaroślowych. 
Według International Vegetation Classification formacja wyróżniana jest wraz z towarzyszącymi jej sawannami jako 2.A.1.Fn Miombo & Associated Broadleaf Savanna w ramach tropikalnych nizinnych formacji trawiastych, sawann i zarośli (2.A.1. Tropical Lowland Grassland, Savanna & Shrubland) wchodzącej w skład biomu formacje trawiaste, zaroślowe oraz sawanny strefy tropikalnej.
W klasyfikacji World Wide Fund for Nature (WWF) formacja dzielona jest na następujące ekoregiony:
- AT0701 angolskie lasy miombo (Angolan Miombo woodlands)
- AT0706 wschodnie lasy miombo (Eastern Miombo woodlands)
- AT0719 południowe lasy miombo (Southern Miombo woodlands)
- AT0704 centralne zambezyjskie lasy miombo (Central Zambezian Miombo woodlands)